# Старовиці (Західнопоморське воєводство)
Старовиці (пол. Starowice) — село в Польщі, у гміні Борне-Суліново Щецинецького повіту Західнопоморського воєводства.
Населення — 59 осіб (2011).

## Демографія
Демографічна структура станом на 31 березня 2011 року:
|          | Загалом | Допрацездатний вік | Працездатний вік | Постпрацездатний вік |
| -------- | ------- | ------------------ | ---------------- | -------------------- |
| Чоловіки | 31      | 12                 | 17               | 2                    |
| Жінки    | 28      | 7                  | 16               | 5                    |
| Разом    | 59      | 19                 | 33               | 7                    |